# Анджей Немчик
Ришард Анджей Немчик (пол. Ryszard Andrzej Niemczyk; (16 січня 1944 , Лодзь, Країна Варти  — 2 червня 2016 , Варшава ) — польський волейбольний тренер, колишній волейболіст.

## Життєпис
Народжений 16 січня 1944 року.
За час своєї тренерської кар'єри очолював збірні Польщі (1975—1977, 2003—2006) та Західної Німеччини (1981—1989), жіночі команди клубів «Логгоф» (SV Lohhof, 1981—1993), «Вакифбанк» (Стамбул, 1996—1999), «Еджзаджибаши» (м. Стамбул, 2000—2001), чоловічу команду клубу «Берлін Рециклінг Воллейс» (SCC Berlin, 1993—1996). Також у сезоні 2011—2012 був помічником головного тренера клубу «Наваро Штраубінг» (NawaRo Straubing).
Анджей Немчик — біологічний батько Кінґи Мацулевич, її мати — волейболістка Кристина Мацулевич.

## Досягнення
- чемпіон Європи 2003, 2005,
- чемпіон ФРН 1982, 1983, 1984, 1984, 1986, 1987, 1988,
- чемпіон Туреччини 1992, 2001.